# Formula Renault 2000 Italia 2004
Formula Renault 2000 Italia 2004 var ett race som vanns av Pastor Maldonado.

## Kalender
| Bana                         | Segrare Race 1   | Segrare Race 2   |
| ---------------------------- | ---------------- | ---------------- |
| ACI Vallelunga Circuit       | Kohei Hirate     | Pastor Maldonado |
| Autodromo Riccardo Paletti   | Kohei Hirate     | -                |
| Autodromo dell'Umbria        | Kohei Hirate     | -                |
| Circuit de Spa-Francorchamps | Pastor Maldonado | Pastor Maldonado |
| Autodromo Nazionale Monza    | Kohei Hirate     | Kohei Hirate     |
| Misano World Circuit         | Kamui Kobayashi  | -                |
| Misano World Circuit         | Kamui Kobayashi  | Luigi Ferrara    |
| Adria International Raceway  | Pastor Maldonado | -                |
| Hockenheimring               | Pastor Maldonado | Pastor Maldonado |
| Misano World Circuit         | Pastor Maldonado | Pastor Maldonado |

## Slutställning
| Plats | Förare           | Poäng |
| ----- | ---------------- | ----- |
| 1     | Pastor Maldonado | 362   |
| 2     | Kohei Hirate     | 266   |
| 3     | Luca Filippi     | 234   |
| 4     | Luigi Ferrara    | 164   |
| 5     | Ben Clucas       | 160   |
| 6     | Luca Persiani    | 148   |
| 7     | Kamui Kobayashi  | 134   |
| 8     | Salvador Durán   | 115   |